# Gary Weeks
Gary Weeks (Wiesbaden, 4 de junho de 1972) é um ator americano nascido na Alemanha.

## Biografia
Gary Weeks nasceu em Wiesbaden, Hessen, na Alemanha. Ele foi criado na Geórgia e frequentou a Universidade do Estado da Geórgia.
Weeks apareceu em aproximadamente vinte e cinco produções televisivas e mais de uma dúzia de produções cinematográficas. Em 2009, ele apareceu como Campbell em três episódios da série de televisão Burn Notice.

## Filmografia
| Ano  | Título                                       | Papel                               | Notas          |
| ---- | -------------------------------------------- | ----------------------------------- | -------------- |
| 1998 | Major League: Back to the Minors             | Buzz                                | Não-creditado  |
| 2000 | Disney's The Kid                             |                                     | Não-creditado  |
| 2001 | Waiting on the Lost                          | Ethan Evans                         | Curta-metragem |
| 2004 | The Drone Virus                              | Guarda de Segurança #1              |                |
| 2005 | Morphin(e)                                   | Xerife Tim Goodman                  | Curta-metragem |
| 2006 | 29 Reasons to Run                            | Jack Paradise                       |                |
| 2007 | Murphy                                       | Ed Murphy                           | Curta-metragem |
| 2009 | Clones Gone Wild                             | Keenan                              | Curta-metragem |
| 2009 | Deadland                                     | Sean Kalos                          |                |
| 2009 | Nowhere To Hide                              | Oficial Randolph                    |                |
| 2009 | A Line in the Sand                           | LCpl. David Miller                  |                |
| 2010 | Elena Undone                                 | Barry                               |                |
| 2012 | A Perfect Ending                             | Dr. Weiller                         |                |
| 2013 | The Spectacular Now                          | Joe                                 |                |
| 2013 | Identity Thief                               | Guarda de Segurança                 |                |
| 2013 | Devil's Knot                                 | Repórter de TV na Weaver            |                |
| 2013 | Anchorman 2: The Legend Continues            | Líder Escoteiro                     |                |
| 2014 | Ride Along                                   | Dr. Cowan                           |                |
| 2014 | Love Sick Lonnie                             | Franz                               | Curta-metragem |
| 2014 | Bet on Red                                   | Sean                                | Curta-metragem |
| 2015 | Project Almanac                              | Ben Raskin                          |                |
| 2015 | For the Love of Ruth                         | Peter                               |                |
| 2015 | Jurassic World                               | Father of Three                     |                |
| 2015 | Self/less                                    | Motorista                           |                |
| 2016 | The Divergent Series: Allegiant              | Perfexia Father                     |                |
| 2016 | The Nice Guys                                | Oficial McMillian                   |                |
| 2016 | Annabelle Hooper and the Ghosts of Nantucket | Burt Hooper                         |                |
| 2016 | Sully                                        | Repórter #3                         |                |
| 2016 | Hidden Figures                               | Repórter na conferência de imprensa |                |
| 2017 | The Mothers                                  | Jacob Watkins                       | Curta-metragem |
| 2017 | The Fate of the Furious                      | Super Jet Pilot                     |                |
| 2017 | All Eyez on Me                               | Advogado                            | Não-creditado  |
| 2017 | Spider-Man: Homecoming                       | Agente Foster                       |                |
| 2018 | The 15:17 to Paris                           | Recrutador                          |                |
| 2018 | Rampage                                      | Capitão da Polícia                  |                |
| 2018 | Nightclub Secrets                            | Richie                              |                |
| 2019 | Instant Family                               | Dirk                                |                |

| Ano       | Título                                       | Papel                  | Notas                                                |
| --------- | -------------------------------------------- | ---------------------- | ---------------------------------------------------- |
| 1999      | Sunset Beach                                 | Policial               | 1 episódio; Não-creditado                            |
| 2000      | Courage                                      | Jason Polonsky         | Episódio: "Honeymoon Horror"                         |
| 2000      | Courage                                      | Charlie Nett           | Episódio: "Kenyan Catastrophe"                       |
| 2001      | The Chronicle                                | Darren                 | Episódio: "Baby Got Back"                            |
| 2001      | The Invisible Man                            | Cara da Segurança      | 2 episódios                                          |
| 2001-2002 | Star Trek: Enterprise                        | Engenheiro             | 13 episódios; Não-creditado                          |
| 2002      | Red Skies                                    | Agente #1              | Filme para TV                                        |
| 2003      | Tremors                                      | Brock                  | Episódio: "Blast from the Past"                      |
| 2003      | Hunter                                       | Lt. Kroft              | Episódio: "Need to Know"                             |
| 2003      | Threat Matrix                                | Policial               | Episódio: "Natural Borne Killers"                    |
| 2003      | Black Sash                                   | Policial               | 2 episódios                                          |
| 2003-2005 | Passions                                     | Policial da Harmonia   | 6 episódios                                          |
| 2004      | Tiger Cruise                                 | Lt. Tom Hillman        | Filme para TV                                        |
| 2004      | The Perfect Husband: The Laci Peterson Story | Repórter da prisão #3  | Filme para TV                                        |
| 2005      | 24                                           | Agente Dalton          | Episódio: "Day 4: 8:00 p.m.-9:00 p.m."               |
| 2005      | Summerland                                   | Oficial Raleigh        | Episódio: "Careful What You Wish For"                |
| 2005      | The O.C.                                     | Policial #2            | Episódio: "The Aftermath"                            |
| 2006      | Veronica Mars                                | Detailer               | Episódio: "The Quick and the Wed"                    |
| 2006      | CSI: Miami                                   | Male Bystander         | Episódio: "Free Fall"                                |
| 2006      | After Midnight: Life Behind Bars             | Kevin                  | Filme para TV                                        |
| 2006-2007 | Wicked Wicked Games                          | Tom Anderson           | 7 episódios                                          |
| 2007      | Chuck                                        | Bombeiro               | Episódio: "Chuck Versus the Nemesis"                 |
| 2008      | The Office                                   | Policial #1            | Episódio: "Dinner Party"                             |
| 2008      | Shark                                        | EPA Worker             | Episódio: "Bar Fight"                                |
| 2008-2012 | Burn Notice                                  | Campbell               | 4 episódios                                          |
| 2009      | Monk                                         | Sr. Cooper             | Episódio: "Mr. Monk's Favorite Show"                 |
| 2010      | Parks and Recreation                         | Nick Newport Jr.       | Episódio: "Sweetums                                  |
| 2010      | All My Children                              | Dr. Clayton            | 2 episódios                                          |
| 2010      | Next Stop Murder                             | Oficial Maslar         | Filme para TV                                        |
| 2010      | NCIS: Los Angeles                            | Clay Mastin            | Episódio: "Black Widow"                              |
| 2011      | Red Shift                                    | Bryce                  | Piloto                                               |
| 2011      | Big Love                                     | Xerife Dent            | Episódio: "Exorcism"                                 |
| 2011      | The Event                                    | Ted Fisk               | Episódio: "A Message Back"                           |
| 2011      | Days of Our Lives                            | Scott Albright         | 4 episódios                                          |
| 2011      | Zombie Apocalypse                            | Mack                   | Filme para TV                                        |
| 2012      | Fetching                                     | Cara de pijama bonito  | Episódio: "A Girl's Best Friend"                     |
| 2012      | Blackout                                     | Detetive Campbell      | 2 episódios                                          |
| 2012      | Drop Dead Diva                               | Tom Witten             | Episódio: "Rigged"                                   |
| 2012      | Army Wives                                   | Capt. Gino Carrigan    | Episódio: "Handicap"                                 |
| 2012      | The Walking Dead                             | Corporal               | Episódio: "Walk with Me"                             |
| 2012      | Nashville                                    | Reid Olson             | Episódio: "You're Gonna Change (Or I'm Gonna Leave)" |
| 2012      | Cassandra French's Finishing School          | Detetive Bates         | Episódio: "Pilot"                                    |
| 2013      | Revolution                                   | Marcus Miller          | Episódio: "Home"                                     |
| 2013      | Under the Dome                               | Norrie's Dad - Michael | Episódio: "Blue on Blue"                             |
| 2013      | Company Town                                 | Chuck Friel            | Piloto para TV                                       |
| 2014      | Resurrection                                 | Andrew Chartman        | 3 episódios                                          |
| 2014      | Reckless                                     | A.S. Ken Gorman        | Episódio: "Blind Sides"                              |
| 2014      | Satisfaction                                 | Devon                  | Episódio: "...Through Self Discovery"                |
| 2014      | The Assault                                  | Dan Gleason            | Filme para TV                                        |
| 2015      | Hindsight                                    | Anton Toubassy         | Episódio: "Square One"                               |
| 2015      | Finding Carter                               | Agente Lee             | 2 episódios                                          |
| 2015      | Complications                                | Rob Ellison            | Episódio: "Pilot"                                    |
| 2015      | Devious Maids                                | Detetive Boyd          | Episódio: "Anatomy of a Murder"                      |
| 2015      | South of Hell                                | Terence Clay           | Episódio: "The One That Got Away"                    |
| 2016      | Saints & Sinners                             | Tom Williams           | Episódio: "Don't Go"                                 |
| 2016      | Halt and Catch Fire                          | Tim Henkel             | Episódio: "One Way or Another"                       |
| 2016      | Greenleaf                                    | Adrian Miller          | 4 episódios                                          |
| 2016      | Killing Reagan                               | Stephen Colo           | Filme para TV                                        |
| 2017      | MacGyver                                     | Agente Brooks          | Episódio: "Fish Scaler"                              |
| 2017      | The Haves and the Have Nots                  | Agente Harris          | 4 episódios                                          |
| 2018      | The Inspectors                               | Vince Marshall         | Episódio: "Window Washers"                           |
| 2018      | Hap and Leonard                              | Agente Glen            | Episode: "Monsoon Mambo"                             |
| 2018      | Marvel's Cloak & Dagger                      | Greg Pressfield        | 3 episódios                                          |